# Geschäftsprozessanalyse
Geschäftsprozessanalyse ist die Prozessanalyse von Geschäftsprozessen. Prozesse werden dokumentiert/modelliert, analysiert und optimiert. Im Rahmen des Controlling und des strategischen Managements werden Prozesse innerhalb eines Unternehmens mit Hilfe von Kennzahlensystemen effizient gestaltet, um die Wettbewerbsfähigkeit eines Unternehmens zu erhöhen und dessen betriebswirtschaftliches Ergebnis zu verbessern. Hierbei gilt es, Durchlaufzeiten zu minimieren, Qualitätsstandards zu gewährleisten und Kosten zu senken. Um Arbeitsabläufe zu verbessern, ist auch der Beitrag der Personalarbeit zum Unternehmenserfolg zu berücksichtigen. Mögliche Schwachstellen, wie zum Beispiel eine nicht effiziente Kommunikation der an einem Arbeitsablauf beteiligten Mitarbeiter, sollen im Rahmen der Geschäftsprozessanalyse identifiziert, personifiziert und verbessert werden.

## Varianten
Eine Prozessanalyse vergleicht den Ist- mit dem Soll-Zustand eines Prozesses. Es ergeben sich dabei zwei Varianten: Top-Down- und Bottom-up-Ansatz. Beim Top-down-Ansatz werden von der obersten Unternehmensebene ausgehend verschiedene Geschäftsprozesse auf Teilprozesse und Prozessschritte heruntergebrochen. Der Bottom-up-Ansatz zeichnet sich hingegen durch eine Zusammenfassung verschiedener Arbeitsschritte zu Teilprozessen und letztendlich zu Geschäftsprozessen aus. 
Die Prozessanalyse kann durch Auswertung von Organisations- und Arbeitsunterlagen und gegebenenfalls Mitarbeiterinterviews, sowie durch Benchmarking, Schwachstellenanalyse, Checklistentechnik, Referenzanalyse, Process Mining, Vorgangskettenanalyse, Brown-Paper-Methode unterstützt werden.

## Prozessmodellierung
Um einen Geschäftsprozess besser zu verstehen, ist es notwendig, diesen durch geeignete Modelle abzubilden und somit ein geeignetes Abbild der Realität zu liefern. Dabei ist es von Vorteil den zu betrachtenden Prozess zu visualisieren. Dies soll helfen das Oberziel des Prozesses deutlich zu machen und den Weg zur Erreichung zu dokumentieren. Bei der Prozessbeschreibung sind unter anderem die sachliche und zeitliche Prozessfolge, Prozessidentifizierung, Zeitdauer und Kosten einzubeziehen. Soll die Geschäftsprozessanalyse als personalwirtschaftliches Kontrollinstrument dienen, ist es sinnvoll Dauer, Häufigkeit und verantwortliche Person des jeweiligen Teilprozesses zu untersuchen. Somit werden mögliche „Effizienzlücken“ sichtbar und können einem einzelnen Arbeitnehmer zugeordnet werden.
Zur Darstellung des Istzustandes sind alle Tätigkeiten, die zum Prozessverlauf gehören, zu dokumentieren und zu benennen. Somit werden einzelnen Strukturelementen Aufgabenträger zugeordnet und Verantwortungsbereiche festgelegt. Die Abbildung des Istprozesses mit Hilfe vordefinierter Symbole dient dem einfachen Verständnis, auf dessen Grundlage Optimierungsmöglichkeiten entwickelt werden können. Dazu wird üblicherweise eine geeignete Software eingesetzt.
Um Änderungsbedarf erkennbar zu machen, empfiehlt es sich, für die Erstellung des Sollkonzeptes die gleichen vordefinierten Symbole zu verwenden. Wertschöpfende Teilprozesse oder Arbeitsschritte sind unter anderem durch die Maßnahmen „Weglassen“, „Zusammenlegen“, „Parallelisieren“ oder „Auslagern“ zu optimieren.

## Zweck der Prozessanalyse
Die Prozessanalyse dient in erster Linie dazu, die Wettbewerbsfähigkeit eines Unternehmens zu erhöhen und dessen betriebswirtschaftliches Ergebnis zu verbessern. Durch die Schaffung einer transparenten Prozessbetrachtung kann eine ständige Prozessoptimierung erreicht werden. Diese kann nur verwirklicht werden, wenn alle Leistungsprozesse der Unternehmung auf das Unternehmensgesamtziel ausgerichtet sind. Prozessorientiertes Denken und Handeln ist ein wichtiger Bestandteil der modernen Marktwirtschaft. Nur so kann man innerhalb eines kurzen Zeitraums flexibel agieren, anstatt nur zu reagieren (Fehlervermeidung vor Fehlerbeseitigung). Durch das vorausschauende Handeln können Probleme meist schon im Vorfeld gelöst werden. 
Die genaue Beschreibung von Prozessen ist hierbei genauso wichtig wie ihre ständige Pflege und Kontrolle. Durch das Versehen von Prozessen mit Informationen wird darüber hinaus auch das Auffinden von Schlüsselindikatoren erleichtert, die das Bewerten eines Prozesses zulassen. Besonders im Qualitätsmanagement ist es unabdingbar, bei auftretenden Fehlern möglichst schnell deren Ursache(n) zu entdecken und Abstellmaßnahmen einzuleiten. Dieser kontinuierliche Verbesserungsprozess (KVP) trägt dazu bei, auch bei verwandten Prozessen schnell und effizient einzugreifen, da Teilprozesse ähnlich oder gleich sein können. Ein Ansatz der kontinuierlichen und dauerhaften Prozessverbesserung ist Kaizen. Dabei handelt es sich um systematische Lernprozesse, die kollektives Vorgehen erfordern und damit jeden Mitarbeiter in die Erhaltung und Verbesserung eines Prozesses einbeziehen.
Verglichen mit Konkurrenten streben Unternehmen eine effizientere Gestaltung der Parameter Kosten, Qualität und Zeit an. Der Vergleich von eigenen Kennzahlen, mit denen ähnlicher Wettbewerber wird auch „Benchmarking“ genannt. In seiner auf Wertschöpfungsketten basierenden Unternehmensbetrachtung erkennt auch Porter, dass jede Arbeitsaufgabe optimiert werden kann und somit einen Beitrag zur Erreichung von Wettbewerbsvorteilen leistet.
Ein mögliches Ziel der Prozesseffizienz ist die Reduzierung von Durchlaufzeiten, bei gleichzeitiger Berücksichtigung vorgegebener Qualitäts- und Produktivitätsstandards. Ein ähnliches Ziel verfolgt das Total-Quality-Management (TQM), hier wird der Fokus auf die stetige Qualitätsverbesserung gelegt. Der umfassende Qualitätsbegriff bezieht sich dabei nicht nur auf den zu erzielenden Output, sondern auch auf den Leistungserstellungsprozess und die Mitarbeiter. Im Zusammenhang mit dem personenorientierten Qualitätsmanagement steht der Null-Fehler-Ansatz, welcher das Ziel verfolgt, die Mitarbeiter durch Motivation zur Fehlervermeidung und damit zur Übernahmen von Qualitätsverantwortung zu führen. 
Mangelnde Prozesseffizienz äußert sich zum Beispiel in Leerlaufzeiten, Terminüberschreitungen oder Überlappung von Arbeitsabläufen. Einen wesentlichen Anteil an der optimalen Prozessgestaltung stellt die Personalarbeit dar, deren Ausrichtung auf die Unternehmensziele zu überprüfen ist.

## Gestaltungsparameter der Geschäftsprozessanalyse
Um die Intensität der Ausrichtung der Personalarbeit auf die Unternehmensziele zu überprüfen, ist es sinnvoll im Rahmen der bereits erwähnten Ist-Analyse die aktuelle Situation zu bestimmen. Bereits Taylor empfahl, Zeit- und Bewegungsstudien durchzuführen, um die grundlegenden Teilaktivitäten eines Arbeitsprozesses zu ermitteln und daraus optimale Arbeitsabläufe abzuleiten. 
Hilfreiche Instrumente, um Arbeitsschritte der am Prozess beteiligten Mitarbeiter transparent darzustellen, sind unter anderem Interviews, Fragebogen oder Beobachtungen. Die Mitarbeiter werden dabei über ihren Tätigkeitsbereich, Dauer und Häufigkeit der Arbeitsabläufe, sowie die Art der benötigten Informationen befragt. Anhand der daraus gewonnenen Ergebnisse können mögliche Schwachstellen bei der Prozessabwicklung erkannt und eventuell vermieden werden. Durch Beobachtungen wird der Arbeitsablauf eines Mitarbeiters durch einen Dritten aufgenommen und anschließend interpretiert. 
Sind alle benötigten Daten erhoben, ist eine eindeutige Prozessbeschreibung möglich. 
Diese kann nun genutzt werden, um den Ist-Zustand zu analysieren. Im Rahmen dieser Potentialanalyse können Personalprobleme, wie zum Beispiel häufiger Personalausfall, Personalüberlastung, unzureichende Ausbildung und Erfahrung und starke Personalabhängigkeit durchleuchtet werden. Diese Mängel lassen sich in organisatorische, informationelle und technische Schwachstellen untergliedern. Ein organisatorischer Mangel liegt unter anderem vor, wenn Regeln zum Aufbau oder Ablauf eines Vorgangs fehlerhaft oder nicht existent sind, zum Beispiel das Nichtvorhandensein einer eindeutigen Urlaubs- oder Krankheitsvertretung. Informationelle Schwachstellen entstehen durch Störungen des Informationsflusses, zum Beispiel wenn Mitarbeiter wichtige Informationen nicht rechtzeitig weitergeben. Technische Probleme beziehen sich auf Fehler der technischen Ausstattung von Arbeitswerkzeugen (z. B. PC).
Sind mögliche Schwachstellen identifiziert, können mit Hilfe eines Sollkonzeptes Ziele zur effizienteren Gestaltung erarbeitet werden. Wechselbeziehungen und Interdependenzen zwischen den einzelnen Mitarbeitern sind hierbei besonders zu berücksichtigen. Möglicherweise beruht die ineffiziente Arbeitsweise eines Arbeitnehmers auf der fehlerhaften Arbeitserfüllung des zuvor am Prozess beteiligten Mitarbeiters. Verbesserungspotentiale des Prozesses stellen beispielsweise eine optimale Gestaltung von Berichten der Arbeitnehmer untereinander oder die verbesserte Information durch die Führungskräfte dar. Die gefundenen Maßnahmen zur Beseitigung von Schwachstellen sind nach ihrer Notwendigkeit und der Höhe der benötigten Mittel zur Umsetzung zu unterteilen. Die sich für den einzelnen Arbeitnehmer ergebenden Handlungsempfehlungen sollen laut Taylor einerseits der Anpassung des Menschen an die Arbeit dienen, andererseits aber auch die Anpassung der Arbeit an den Menschen fördern. In diesem Zusammenhang kann es sinnvoll sein, Mitarbeiter die an demselben Prozess beteiligt sind, zu Arbeitsgruppen zusammenzufassen. Mit der Einführung von teilautonomen Gruppen werden Leistungsvorteile wie Flexibilität, Kreativität und Qualitätsverbesserungen verfolgt, des Weiteren fördert Gruppenarbeit die gegenseitige Kontrolle durch Kollegen, resultierend aus für die Gruppe verbindlichen Regeln.

## Anwendungsvoraussetzungen
Die im Rahmen des Sollkonzeptes entstehenden Verbesserungsvorschläge gehen oft mit personellen Veränderungen einher. Damit die mit der Umsetzung effizienterer Strategien verbundenen Schwierigkeiten eingedämmt werden, sind bestimmte Anwendungsvoraussetzungen zu beachten.
Zur Durchführung einer Geschäftsprozessanalyse ist es wichtig, dass sich der zu analysierende Prozess transparent und vereinfacht abbilden lässt. Außerdem sollte überprüft werden, ob überhaupt ein Geschäftsprozess vorliegt. Im Voraus sollte die Existenz ausreichender finanzieller und technischer Ressourcen, sowie juristische Voraussetzungen, die zur Umsetzung einer möglichen Prozessveränderung erforderlich sind, sichergestellt werden. Zusätzlich sollten ausreichende Mittel vorhanden sein, um Mitarbeiter für ihre zur effizienteren Prozesserfüllung entstehenden neuen Arbeitsaufgaben zu schulen und eventuell weiterzubilden. Dies setzt jedoch die Bereitschaft der Mitarbeiter, sich mit Veränderungen auseinanderzusetzen, voraus. Wichtig ist es außerdem, den Mitarbeitern von Anfang an den Willen zur Kommunikation zu signalisieren, das Ziel der Veränderung aufzuzeigen und sie im Verlauf der Entwicklung über Teilschritte zu informieren. Die von Veränderungen betroffenen Arbeitnehmer sollten aktiv in den Veränderungsprozess miteinbezogen werden, um deren Leistungsbereitschaft sicherzustellen. Die langfristige Unterstützung der Arbeitnehmer lässt sich meist jedoch nur durch eine Verbesserung der individuellen Arbeitssituation oder eine höhere Entlohnung erreichen. In der betriebswirtschaftlichen Praxis wird die Erfüllung vereinbarter Ziele oft durch Zahlung einer Prämie belohnt. Dies erfüllt einerseits die Funktion der Kontrolle der Zielerreichung, andererseits ergibt sich hierdurch für die Mitarbeiter ein Anreiz zur effizienten Aufgabenerfüllung.